# Julita và Paula
Julita và Paula Sokolowskie là cặp đôi vi-ô-lông nổi tiếng tại Ba Lan. Cả hai đều tốt nghiệp Học viện Âm nhạc ở Warszawa. Họ chơi vi-ô-lông với nhau từ khi còn nhỏ. (anh chị em của họ: hai chị gái Katarzyna chơi ô-boa, Agnieszka chơi viola và anh trai Pawel chơicontrebasse).
Họ thu âm đĩa đầu tiên của mình, "Julita & Paula" vào năm 1998, hãng thu âm là Sony Music. Album chủ yếu là các tác phẩm của bậc thầy âm nhạc cổ điển vĩ đại như "Storm" của Vivaldi, "Caprice 9" của Paganini và "Somewhere" của Bernstein. Một số nhạc sĩ nổi tiếng của Ba Lan đã tham gia thu âm album. Album đượcchứng nhận vàng, và đĩa "Ameryka" là một trong ba bài hát được các đài phát thanh Ba Lan phát thường xuyên nhất trong một thời gian dài.

## Đĩa đệm
| Julita & Paula                                                                                 | - Phát hành: 1998 - Hãng: Sony Music - Định dạng: CD                 | —  | - POL: Vàng |
| Kolędowanie Julity i Pauli                                                                     | - Phát hành: 16 tháng 11 năm 2000 - Hãng: Sony Music - Định dạng: CD | 71 |             |
| Dấu "—" biểu thị tác phẩm không nằm bảng xếp hạng hoặc không được phát hành trong lãnh thổ đó. |                                                                      |    |             |